# Ozan Kabak
Ozan Muhammed Kabak (Ankara, Anatolia Central, Turquía, 25 de marzo de 2000) es un futbolista turco que juega como defensa en el TSG 1899 Hoffenheim de la 1. Bundesliga de Alemania.

## Trayectoria

### Galatasaray
Kabak es un jugador nato de las divisiones menores del Galatasaray, club al cual se integró en 2011 y con el cual fue progresando a través de todas las categorías juveniles hasta firmar su primer contrato profesional el 1 de julio de 2017.
El 12 de mayo de 2018, Kabak debutó de forma profesional en la victoria del Galatasaray por 2-0 sobre el Yeni Malatyaspor, en la penúltima jornada de la Superliga de Turquía 2017/18, campeonato que efectivamente consiguieron. Ese día jugó un minuto al reemplazar a Ryan Donk. En la siguiente campaña, a pesar de su corta edad se ganó el puesto de titular en la zaga del Galatasaray, jugando también cuatro partidos de la fase de grupos de la Liga de Campeones de la UEFA 2018/19.

### Alemania
Empezó a ser considerado como uno de los defensas más prometedores en Europa y aunque tenía ofertas de otros clubes, el 17 de enero de 2019 Kabak de 18 años se convirtió en nuevo jugador del Stuttgart de Alemania, firmando con el club hasta el 30 de junio de 2024. Stuttgart pagó 11 millones de euros convirtiéndose en el cuarto jugador más caro en ese momento en salir del Galatasaray. Kabak de esta forma llegó a la institución con el fin de dar solvencia a su defensa pues se encontraba peleando puestos de descenso.
El 27 de enero debutó frente al Bayern de Múnich por la jornada 19 de la liga, jugando los 90 minutos sin embargo Stuttgart terminó cayendo 4-1. Luego de algunos partidos, el 3 de marzo anotó los dos primeros goles de su carrera, ambos de cabeza en la goleada por 5-1 sobre Hannover 96. Stuttgart finalizó en la antepenúltima posición sin embargo terminó descendiendo a la 2. Bundesliga traes ser derrotado en los play-offs ante Union Berlin, con Kabak disputando ambos encuentros de titular.
El 30 de junio de 2019 el Schalke 04 anunció su fichaje como refuerzo para la temporada 2019-20. Firmó hasta 2024 por un monto que se especula gira en torno a los 16 millones de euros. Hizo su debut el 15 de septiembre, quinta jornada de la Bundesliga, en la victoria por 5-1 ante Paderborn 07, sustituyendo en el minuto 86 a Suat Serdar. Luego de ir adquiriendo varios minutos de juego anotó su primer tanto con camiseta azul el 3 de noviembre de 2019 en la victoria por 3-2 sobre el F. C. Augsburgo.

### Inglaterra
El 1 de febrero de 2021 se hizo oficial su llegada al Liverpool F. C. hasta final de temporada con una opción de compra al final de la misma. Esta no se hizo efectiva y, con la misma fórmula, llegó a finales de agosto al Norwich City F. C.

### Regreso a Alemania
Tras este año y medio en Inglaterra, para la temporada 2022-23 volvió a jugar en el fútbol alemán después de ser traspasado al TSG 1899 Hoffenheim.

## Selección nacional
Kabak integró la categoría sub-18 de la selección de fútbol de Turquía, con la cual disputó 12 partidos anotando cuatro goles. Además, fue parte de la selección sub-15 (7 partidos, 1 gol), sub-16 (15 partidos, 5 goles) y sub-17 (17 partidos, 3 goles).
Participó con Turquía sub-17 en el Campeonato Europeo Sub-17 de la UEFA 2017, siendo titular indiscutible y ayudando a su equipo a llegar a las semifinales del torneo, anotando un gol en la fase de grupos ante Croacia, el equipo anfitrión. También disputó la Copa Mundial de Fútbol Sub-17 de 2017, sin embargo Turquía no pasó la fase de grupos.
Con la sub-18 participó en el torneo masculino de fútbol durante los Juegos Mediterráneos de 2018, anotando un gol ante Bosnia y Herzegovina ocupando el séptimo lugar de la competición.
Fue convocado también a la selección mayor de Turquía en junio de 2019, sin embargo no llegó a debutar. Tuvo que esperar hasta el 17 de noviembre del mismo año para estrenarse con la absoluta; lo hizo en la victoria de Turquía por 0-2 ante Andorra en la clasificación para la Eurocopa 2020.

### Participaciones en Copas del Mundo
| Mundial                     | Sede  | Resultado      | Partidos | Goles |
| --------------------------- | ----- | -------------- | -------- | ----- |
| Copa Mundial Sub-17 de 2017 | India | Fase de grupos | 3        | 0     |

### Participación en Eurocopas
| Torneo                              | Sede    | Resultado      | Partidos | Goles |
| ----------------------------------- | ------- | -------------- | -------- | ----- |
| Campeonato de Europa Sub-17 de 2017 | Croacia | Semifinales    | 5        | 1     |
| Eurocopa 2020                       | Europa  | Fase de grupos | 0        | 0     |

## Clubes y estadísticas
Actualizado al último partido disputado el 18 de mayo de 2024.
| Galatasaray S. K. Turquía | 2017-18       | 1.ª           | 1   | 0  | 0 | 0 | 0 | 0 | 1   | 0  |
| Galatasaray S. K. Turquía | 2018-19       | 1.ª           | 13  | 0  | 0 | 0 | 4 | 0 | 17  | 0  |
| Galatasaray S. K. Turquía | Total club    | Total club    | 14  | 0  | 0 | 0 | 4 | 0 | 18  | 0  |
| VfB Stuttgart · Alemania | 2018-19       | 1.ª           | 17  | 3  | 0 | 0 | — | — | 17  | 3  |
| VfB Stuttgart · Alemania | Total club    | Total club    | 17  | 3  | 0 | 0 | 0 | 0 | 17  | 3  |
| F. C. Schalke 04 · Alemania | 2019-20       | 1.ª           | 26  | 3  | 2 | 0 | — | — | 28  | 3  |
| F. C. Schalke 04 · Alemania | 2020-21       | 1.ª           | 14  | 0  | 0 | 0 | — | — | 14  | 0  |
| F. C. Schalke 04 · Alemania | Total club    | Total club    | 40  | 3  | 2 | 0 | 0 | 0 | 42  | 3  |
| Liverpool F. C. Inglaterra | 2020-21       | 1.ª           | 9   | 0  | — | — | 4 | 0 | 13  | 0  |
| Liverpool F. C. Inglaterra | Total club    | Total club    | 9   | 0  | 0 | 0 | 4 | 0 | 13  | 0  |
| Norwich City F. C. Inglaterra | 2021-22       | 1.ª           | 11  | 0  | 1 | 0 | — | — | 12  | 0  |
| Norwich City F. C. Inglaterra | Total club    | Total club    | 11  | 0  | 1 | 0 | 0 | 0 | 12  | 0  |
| TSG 1899 Hoffenheim · Alemania | 2022-23       | 1.ª           | 30  | 2  | 3 | 2 | — | — | 33  | 4  |
| TSG 1899 Hoffenheim · Alemania | 2023-24       | 1.ª           | 28  | 4  | 2 | 0 | — | — | 30  | 4  |
| TSG 1899 Hoffenheim · Alemania | 2024-25       | 1.ª           | 0   | 0  | 0 | 0 | 0 | 0 | 0   | 0  |
| TSG 1899 Hoffenheim · Alemania | Total club    | Total club    | 58  | 6  | 5 | 2 | 0 | 0 | 63  | 8  |
| Total carrera | Total carrera | Total carrera | 149 | 12 | 8 | 2 | 8 | 0 | 165 | 14 |
| (1)Incluye datos de la Copa de Alemania (2019-20) y FA Cup (2021-22). (2)Incluye datos de la Liga de Campeones de la UEFA (2018-19). |               |               |     |    |   |   |   |   |     |    |

## Palmarés

### Títulos nacionales
| Título               | Club              | País    | Año     |
| -------------------- | ----------------- | ------- | ------- |
| Superliga de Turquía | Galatasaray S. K. | Turquía | 2017-18 |

### Distinciones individuales
| Distinción                                               | Año     |
| -------------------------------------------------------- | ------- |
| Mejor jugador joven del mes de marzo en la 1. Bundesliga | 2019    |
| Mejor novato de la temporada en la 1. Bundesliga         | 2018-19 |